# Elektrownia Chaggit
Elektrownia Chaggit – elektrownia gazowa położona przy moszawie Eljakim na Wyżynie Manassesa, na północy Izraela. Operatorem jest Chewrat ha-Chaszmal le-Jisra’el (Israel Electric Corporation).

## Położenie
Elektrownia Chaggit jest położona na wysokości od 140 do 160 metrów n.p.m. w środkowej części Wadi Milk, która oddziela położony na południu płaskowyż Wyżyny Manassesa od wznoszącego się na północy masywu Góry Karmel, na północy Izraela. Okoliczny teren opada w kierunku południowo-zachodnim do wadi strumienia Nachal Tut, który przepływa bezpośrednio przy elektrowni. Obszar ten jest chroniony przez Rezerwat przyrody Nachal Tut. W otoczeniu elektrowni znajdują się moszawy Eljakim i Bat Szelomo, oraz kibuc Ramot Menasze. Na północny wschód od elektrowni jest baza wojskowa Eljakim.

## Historia
Elektrownia cieplna Chaggit została wybudowana w 1996 roku dla potrzeb zasilania w energię elektryczną północnej części Izraela. Początkowo była ona przygotowana do spalania oleju opałowego. Początkowo moc zainstalowana wynosiła 360 MW. W 2006 roku podjęto decyzję o stopniowym przestawieniu elektrowni pod spalanie gazu ziemnego, co miało mieć korzystny skutek ekonomiczny i ekologiczny. Pod koniec 2009 roku uruchomiono trzy nowe bloki energetyczne o mocy 330 MW każdy. Tym samym zaczęto używać gaz ziemny jako podstawowe paliwo opałowe elektrowni. Po osiągnięciu pełnej mocy produkcyjnej (ponad 1000 MW) elektrownia Chaggit produkuje około 40% całkowitej produkcji energii elektrycznej Izraela.

## Dane techniczne
Elektrownia posiada pięć kotłów spalania gazu ziemnego, z których podgrzane spaliny są odprowadzane na siedem turbin gazowych. Kompleks podstawowych urządzeń wytwórczych elektrowni składa się z:
- dwa bloki energetyczne - turbiny gazowe General Electric GT-1 9001E, GT-2 9001E, GT-3 9001E, GT-4 9001E (moc 4x110 MW).
- blok energetyczny - turbiny gazowe Alstom ST-1, ST-2 (moc 2x110 MW).
- blok energetyczny - turbina gazowa Siemens AG CC-3  V94.3A2 (moc 370 MW)[4].

## Transport
Z elektrowni wyjeżdża się na południe na drogę ekspresową nr 70 tuż przy węźle drogowym En Tut z autostradą nr 6.